# Brzecław
Brzecław (czes. Břeclav, niem. Lundenburg) – miasto w Czechach, w kraju południowomorawskim, siedziba powiatu Brzecław. Leży 50 km na południowy wschód od Brna, w pobliżu granicy z Austrią i Słowacją, nad rzeką Dyją. Jego powierzchnia wynosi 87,17 km² i liczy około 26000 mieszkańców.

## Historia
Miasto zostało założone w XI wieku w pobliżu grodu wybudowanego przez księcia Brzetysława (stąd też nazwa miasta). Gród ten stał się nawet na krótko w XII wieku siedzibą samodzielnego księstwa. W latach 1426–1434 zamek był siedzibą wojsk husyckich, które urządzały wyprawy na ziemie austriackie i za pobliską granicę Węgier. W XVI wieku Brzecław przeszedł do majątku starego morawskiego rodu Žerotínów, którzy przebudowali zamek w stylu renesansowym i powiększyli miasto. Po bitwie na Białej Górze zamek przejął ród Lichtensteinów. Ważnym wydarzeniem w historii miasta była budowa linii kolejowej z Wiednia do Brna w roku 1839. Po budowie kolejnych linii do Przerowa w 1841, Znojma w 1872, Lednic w 1901 i Kút w 1909, miasto stało się ważnym węzłem kolejowym, co przyczyniło się do znacznego rozwoju przemysłu i napływu ludności.

## Zabytki i atrakcje turystyczne
- zamek – pierwotnie zamek gotycki zbudowany w XIII wieku, który składał się z obwodu murów i cylindrycznej wieży donżonu o 16,8 metrach średnicy i grubości murów do 5 metrów. Następnie zamek przebudowano w stylu gotyckim, a w XVI wieku w stylu renesansowym. W XIX wieku przebudowany w „romantyczną ruinę”[1]
- kościół Nawiedzenia NMP w Posztornie, parafialny – dokończony 1898 i przyległe budynki z cegły i glazurowanej ceramiki z lokalnej cegielni książąt Liechtensteinów (szkoła, plebania, biblioteka, centrum zdrowotne)
- synagoga i cmentarz żydowski (najstarsze zachowane nagrobki z XVIII wieku)
- kościół św. Wacława, parafialny – z lat 1992–1995
- kaplice – św. Cyryla i Metodego, dokończona 1856; Wskrzeszenia Pańskiego, z 1875; św. Rocha, z 1892.

W okolicy miasta znajduje się krajobraz kulturowy Lednice-Valtice wpisany na listę światowego dziedzictwa UNESCO.

## Miasta partnerskie
- Trnawa (Słowacja)
- Brezová pod Bradlom (Słowacja)
- Andrychów (Polska)
- Šentjernej (Słowenia)
- Nový Bor (Czechy)

## Gospodarka
W mieście rozwinął się przemysł chemiczny, maszynowy, ceramiczny oraz spożywczy.

## Galeria

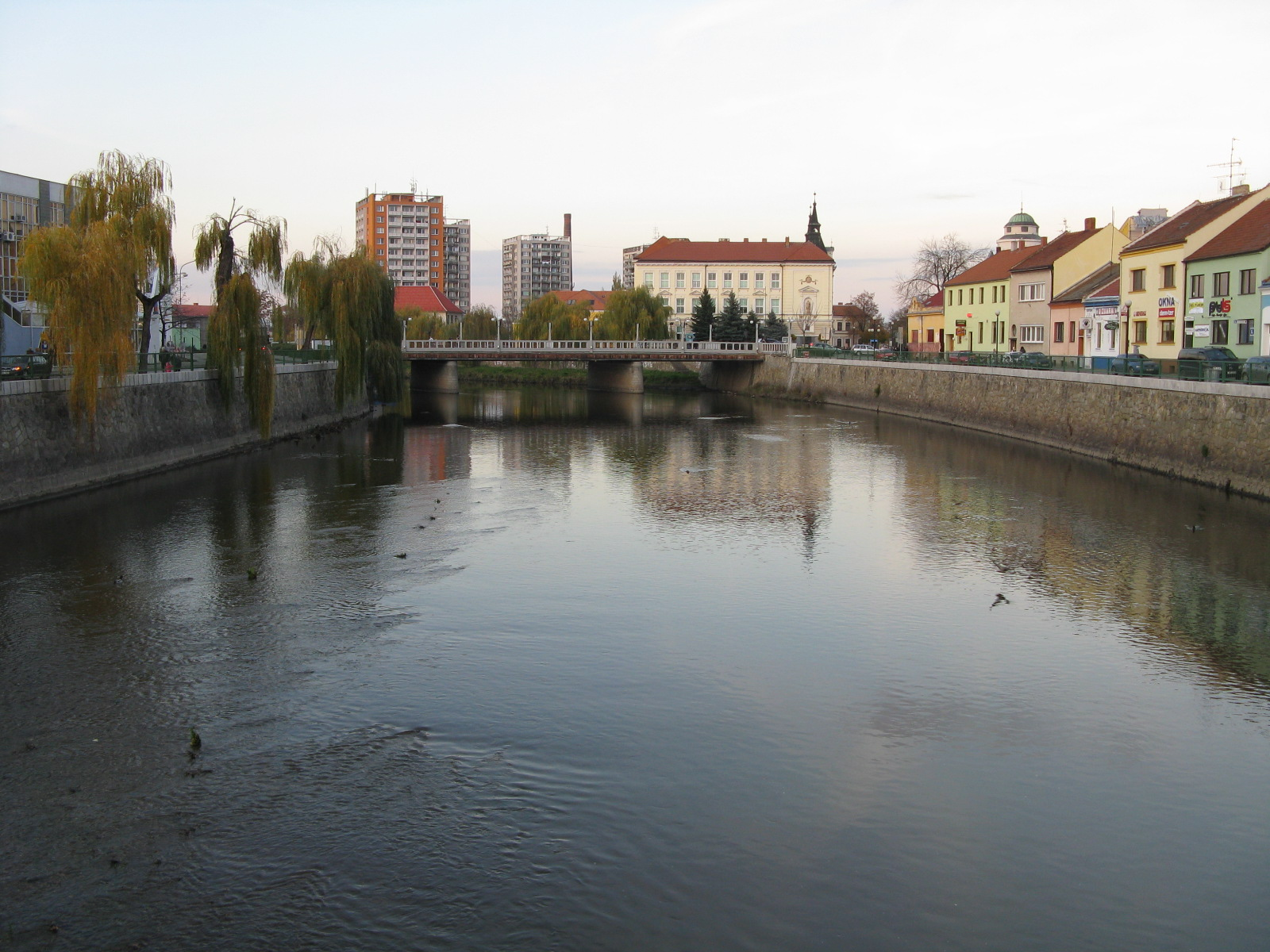
Dyja w Brzecławiu
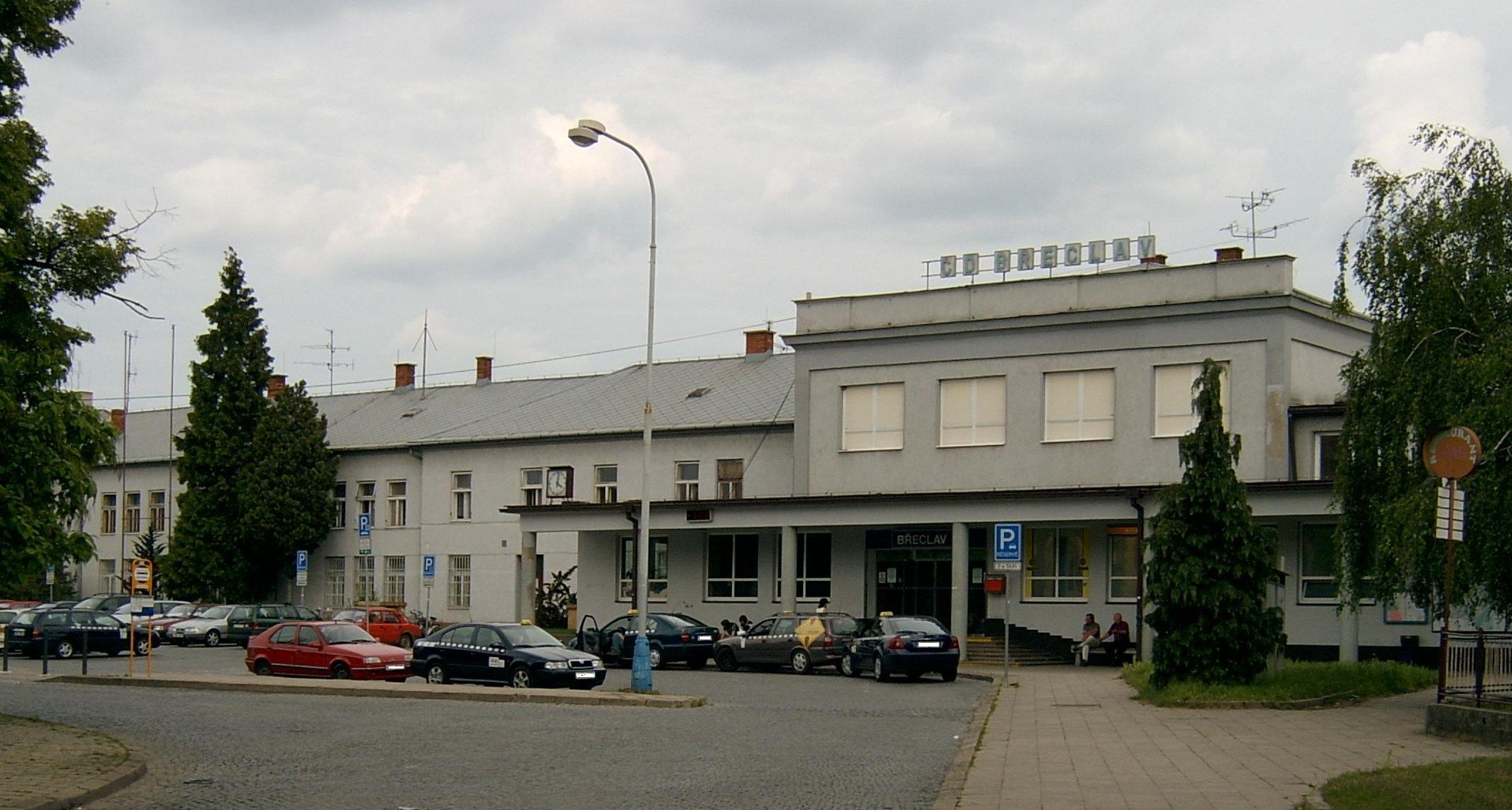
Budynek stacji kolejowej
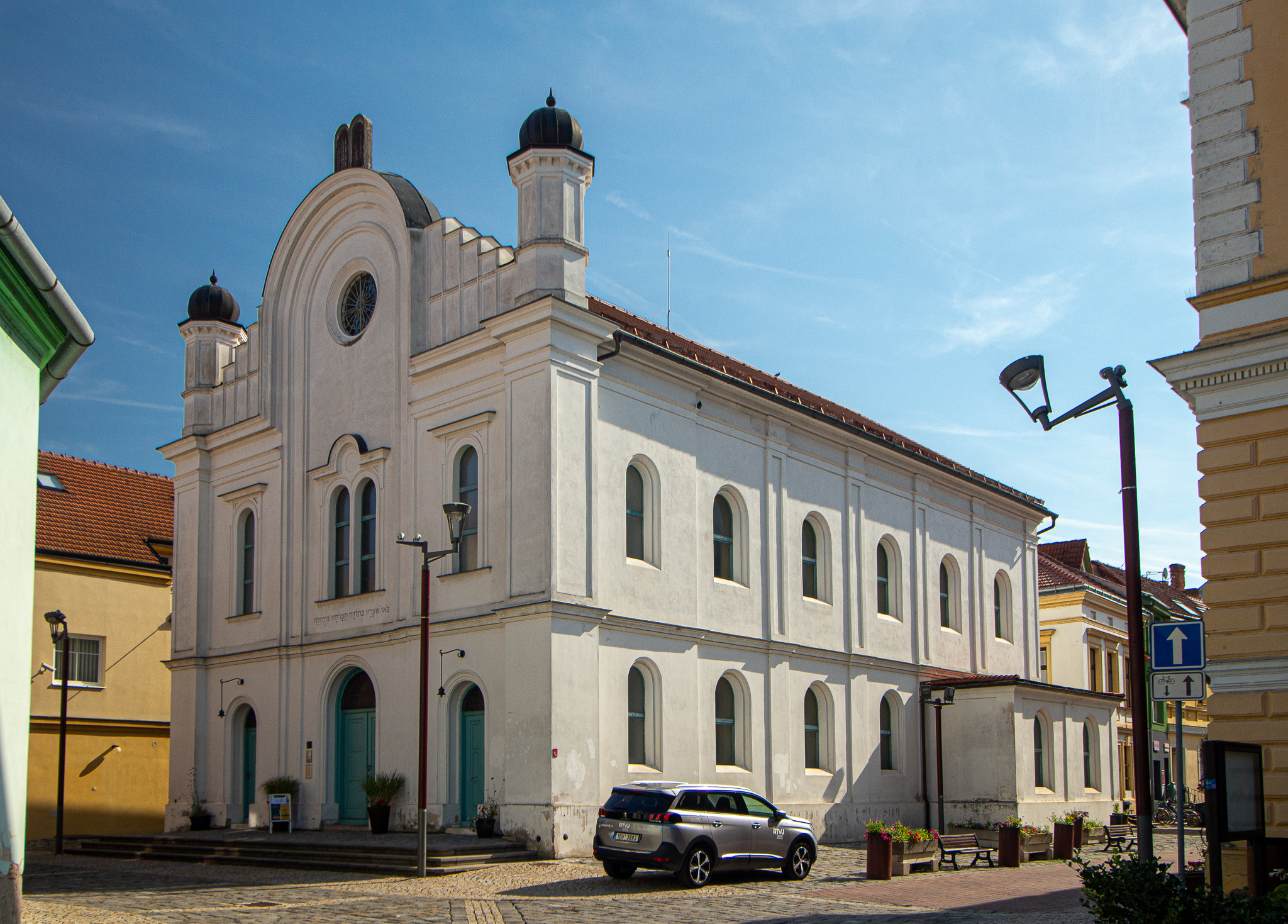
Dawna synagoga
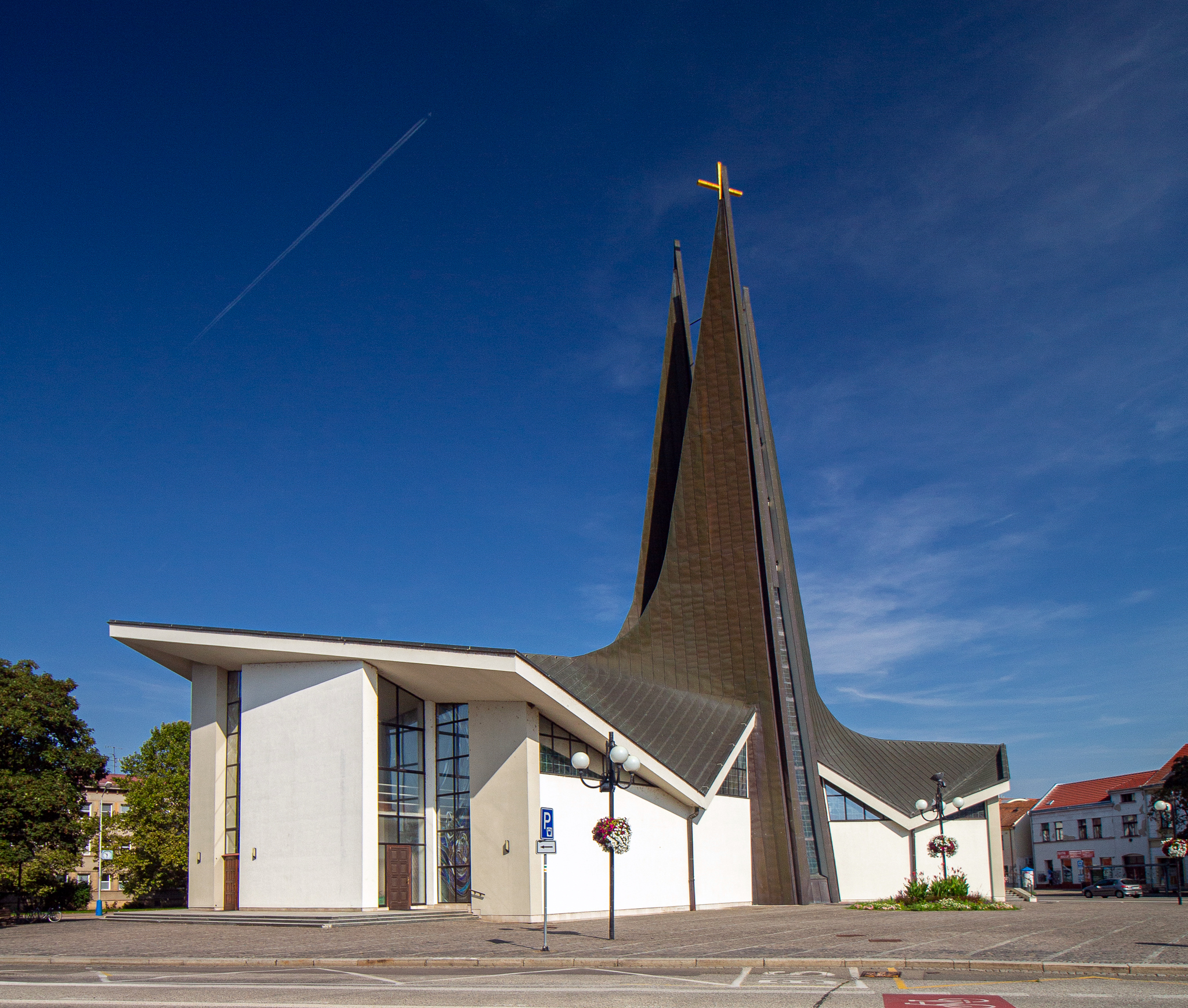
Kościół św. Wacława
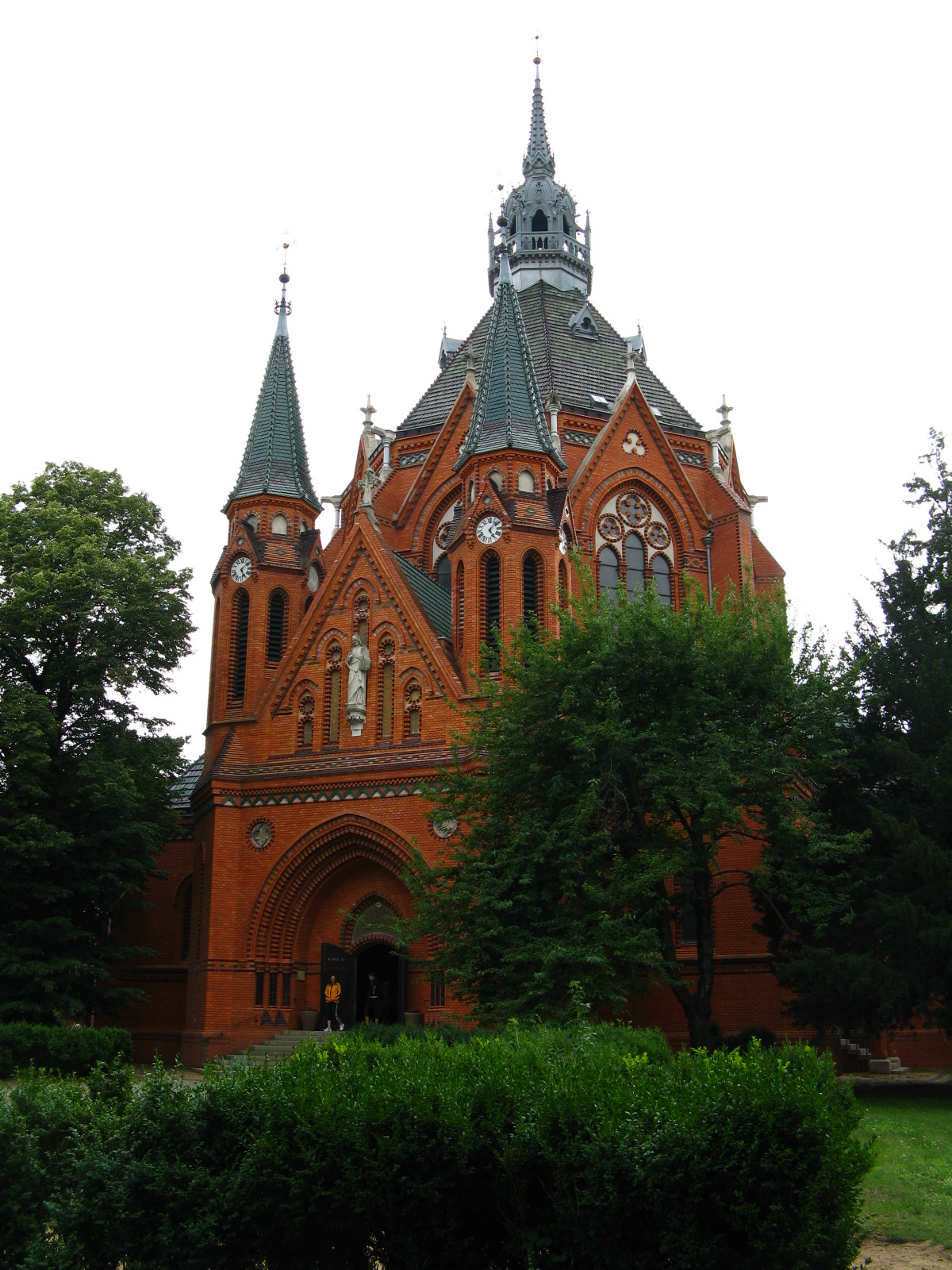
Kościół Nawiedzenia Marii Panny

## Urodzeni w Brzecławiu
- Franciszek Pichler (ur. 20 stycznia 1893[3], zm. między 13 a 14 kwietnia[4] 1940 w Katyniu) – kapitan piechoty w stanie spoczynku Wojska Polskiego, kawaler Krzyża Walecznych, ofiara zbrodni katyńskiej[5].